# One and One
«One and One» (с англ. — «Один плюс один») — песня 1996 года итальянского диджея Роберта Майлза. Эта композиция стала третьей после его дебютного альбома Dreamland и вторым его хитом, исполненным английской вокалисткой Марией Нэйлер. Сингл занял 1-е место в чартах Великобритании, Шотландии, Италии и Израиля.

## Критика
Редактор AllMusic Хосе Промис назвал ее волшебной, великолепной, трогательной, мечтательной с нежным вокалом Марии Нэйлер, которая остается одной из самых искренних танцевальных песен своей эпохи . Ларри Флик из Billboard написал, что певица воркует и шепчет поверх потока фортепианных строк, которые похожи на заразительное позвякивание, в то время как вкрадчивый танцевальный ритм играет на заднем плане.

## Коммерческий успех
Сингл стал очень успешным в чартах по всему миру и остается одним из самых узнаваемых хитов Роберта Майлза. В Европе он занял 1-е место в Бельгии, Италии, Румынии и Шотландии. Сингл также вошел в Топ-10 в Австрии, Чехии, Дании, Финляндии, Германии, Венгрии, Исландии, Ирландии, Норвегии, Швеции, Швейцарии и Великобритании. В последнем случае он достиг 3-го места на шестой неделе в UK Singles Chart 15 декабря 1996 года. Кроме того, «One and One» вошел в Топ-20 хитов во Франции и Нидерландах. За пределами Европы песня заняла 1-е место в чарте Billboard Hot Dance Club Play в США, 7-е место в чарте RPM Dance/Urban в Канаде и 56-е место в Австралии. Сингл стал золотым в Бельгии, Германии, Норвегии, Швеции и Великобритании.

## Музыкальное видео
Музыкальное видео для песни было снято режиссером Майклом Геогеганом. Оно было загружено на YouTube в январе 2012 года. К сентябрю 2020 года видео набрало более 12,6 миллиона просмотров.

## Перечень треков
| 1. «One & One» (радио-версия) — 4:00 2. «One & One» (клубная версия) — 6:30 Германия 1. «One & One» (Quivvers Amytiville вокал) — 9:43 2. «One & One» (Quivvers Amytiville дубляж) — 8:25 3. «One & One» (David Morales journey микс) — 10:00 4. «One & One» (Joe T. Vannelli SLK микс) — 8:50 Италия 1. «One & One» (радио-версия) — 4:00 2. «One & One» (радио-версия без ритма) — 4:00 3. «4US» — 7:41 4. «One & One» (Quivvers Amytiville дубляж) — 8:25 5. «One & One» (David Morales journey миксx) — 10:00 6. «One & One» (Joe T. Vannelli radio light микс) — 4:05 7. «One & One» (Joe T. Vannelli SLK микс) — 8:50 Япония 1. «One & One» (радио-версия) — 4:00 2. «One & One» (клубная версия) — 6:30 3. «One & One» (David Morales клубный микс) — 9:00 4. «One & One» (Joe T. Vannelli's light микс) — 7:34 5. «One & One» (Quivvers Amytiville vox микс) — 9:43 | Нидерланды 1. «One & One» (радио-версия) — 4:00 2. «One & One» (Joe T. Vannelli light радио микс) — 4:05 3. «One & One» (клубная версия) — 6:30 4. «4US» — 7:41 5. «One & One» (Quivver's Amytiville vox mix) — 9:42 6. «One & One» (David Morales journey mix) — 9:56 Великобритания 1. «One & One» (радио-версия) — 4:00 2. «One & One» (клубная версия) — 6:30 3. «4Us» — 7:41 Германия 1. «One & One» (оригинальная клубная версия) — 6:30 2. «One & One» (David Morales клубный микс) — 9:00 3. «One & One» (Joe T. Vannelli light микс) — 7:34 4. «One & One» (David Morales один дубляж) — 11:40 Италия 1. «One & One» (клубнаяв версия) — 6:30 2. «4US» — 7:41 3. «One & One» (Joe T. Vannelli SLK микс) — 9:11 4. «One & One» (Joe T. Vannelli Radio light микс) — 4:05 1. «One & One» (расширенная альбомная версия) — 6:30 2. «One & One» (David Morales клубный микс) — 8:58 3. «One & One» (Joe T. Vanelli light микс) — 7:32 4. «One & One» (David Morales journey микс) — 10:00 |

## Сертификации
| Регион | Сертификация | Продажи  |
| --- | ------------ | -------- |
| Бельгия (BEA) | Золотой      | 25 000*  |
| Германия (BVMI) | Золотой      | 250 000^ |
| Норвегия (IFPI Norway)                                                                                                   | Золотой      | 5000*    |
| Швеция (GLF) | Золотой      | 15 000^  |
| Великобритания (BPI) | Золотой      | 400 000^ |
| * Данные о продажах приведены только на основе сертификации. ^ Данные о тиражах приведены только на основе сертификации. |              |          |

## Чарты
| Чарт (1996-1997)                                 | Наилучшая позиция |
| ------------------------------------------------ | ----------------- |
| Австрия (Ö3 Austria Top 40)                      | 8                 |
| Бельгия (Ultratop 50 Фландрии)                   | 1                 |
| Бельгия (Ultratop 50 Валлонии)                   | 2                 |
| Canada Dance (RPM)                               | 7                 |
| Европа (Eurochart Hot 100)                       | 1                 |
| Финляндия (Suomen virallinen lista)              | 8                 |
| Франция (SNEP)                                   | 16                |
| Германия (Media Control Charts)                  | 5                 |
| Ирландия (IRMA)                                  | 3                 |
| Италия (Musica & Dischi)                         | 1                 |
| Нидерланды (Dutch Top 40)                        | 13                |
| Норвегия (VG-lista)                              | 3                 |
| Швеция (Sverigetopplistan)                       | 3                 |
| Швейцария (Schweizer Hitparade)                  | 6                 |
| Великобритания (The Official Charts Company)     | 3                 |
| США Billboard Hot 100                            | 54                |
| США Billboard Hot Dance Club Play                | 1                 |
| США Billboard Hot Dance Music/Maxi-Singles Sales | 7                 |
| США Billboard Rhythmic Top 40                    | 40                |

| Чарты на конец года (1996)       | Место |
| -------------------------------- | ----- |
| Belgian (Flanders) Singles Chart | 26    |
| Belgian (Wallonia) Singles Chart | 44    |
| Чарты на конец года (1997)       | Место |
| Бельгия (Ultratop 50 Фландрия)   | 90    |
| Бельгия (Ultratop 50 Валлония)   | 69    |
| Франция (SNEP)                   | 76    |

## Версия Эдиты Гурняк
Песня впервые была записана в 1996 году польской певицей Эдитой Гурняк. Тем не менее, её версия этой песни не издавалась до 1997, пока не вышла на её альбоме «Эдита Гурняк». Песня была выпущена в виде сингла в Японии в 1997 году и в мире — в 1999.
Концертная версия When You Come Back to Me была записана 21 октября 1998 года в Лиссабоне, Португалия, радиостанцией RFM.

### Перечень треков

#### Синглы
1. One & One (3:39)
2. When You Come Back To Me (концерт в Португалии) (4:47)

#### Французский сингл
1. One & One (3:22)
2. I Don't Know What's On your Mind (3:58)

#### Немецкий макси-сингл
1. One & One (3:22)
2. Under Her Spell (4:13)
3. When You Come Back To Me (концерт в Португалии) (4:47)
4. One & One (SuperChumbo's High Octane Mix) (6:43)

#### Японский макси-сингл
1. One & One (3:22)
2. Coming Back To Love (4:03)
3. Never Will I (4:08)

### Видеоклипы
Видеоклип на песню «One & One» включал сцены из видеоклипа на песню «Anything», некоторые новые сцены и частные съёмки.

### Персонал
- Бэк-вокал: Эдита Гурняк
- Продюсер: Кристофер Нейл
- Звуковой инженер, сведение: Саймон Харрелл
- Помощник инженера: Гарет Эштон, Нейл Такер, Роберт Кэйтмоул
- Испанская гитара: Хью Барнс, Джон Темис
- Клавишные, басы, программирование ударных: Стив Пайгот
- Авторы: Билли Стейнберг, Мари Клер Д’Убальдо, Рик Новелс

### Чарты
| Чарт (1999)                     | Наилучшая позиция |
| ------------------------------- | ----------------- |
| Франция (SNEP)                  | 46                |
| Германия (GfK)                  | 79                |
| Швейцария (Schweizer Hitparade) | 42                |

### История выхода
- Германия: 8 марта 1999